# Vasaloppet 1973
Vasaloppet 1973 avgjordes den 4 mars 1973, och var den 50:e upplagan av Vasaloppet. Det var länge osäkert om loppet skulle kunna köras på grund av snöbrist. Men snöskottning gjorde det möjligt att genomföras. Loppet vanns av finländaren Pauli Siitonen.
Sven Jerring refererade loppet i Sveriges Radio för sista gången.

## Resultat
Not: Pl = Placering, Nr = Startnummer, Tid = Sluttid
| Pl. | Nr | Namn               | Klubb/Land   | Tid     | Diff    |
| --- | -- | ------------------ | ------------ | ------- | ------- |
| 1   |    | Pauli Siitonen     | Finland      | 4:42:11 | + 00.00 |
| 2   |    | Tommy Limby        | Edsbyns IF   | 4:44:32 | + 02.20 |
| 3   |    | Thomas Magnuson    | Delsbo IF    | 4:45:09 | + 02.58 |
| 4   |    | Lennart Pettersson | Norbergs AIF | 4:45:50 | + 03.39 |
| 5   |    | Ole Ellefsæter     | Norge        | 4:46:46 | + 04.35 |

### Fotnoter
1. ↑  ”Minns du loppet?” (på svenska). Sveriges Radio. 26 februari 2007. https://sverigesradio.se/sida/artikel.aspx?programid=179&artikel=1905130. Läst 21 september 2019.